# جرائم شارع مورغ
«جرائم شارع مورغ» (بالإنجليزية: The Murders in the Rue Morgue)‏ هي قصة قصيرة كتبها إدغار آلان بو ونشرت في مجلة غراهام في 1841. وينظر إليها بأنها أول قصة بوليسية حديثة؛  يقول عنها بو أنها إحدي «حكاياته الاستنتاجية». هناك عملان سابقان لقصة بو يتشابه بعض الأوجه تسبق قصص بو، وهي آنسة سكودري (1819) بقلم إرنست هوفمان وصادق (1747) التي كتبها فولتير.
بطل القصة هو رجل يدعى سي أوغست دوبين، هو رجل في باريس يحاول أن يحل لغز جريمة قتل وحشية لامرأتين. روى عدة شهود عدة أشياء عن المشتبه، وإن لم يتفق أحد على اللغة التي تحدث بها. يعثر دوبان في مسرح الجريمة على شعرة لا يبدو أنها بشرية.
ويوصفها أول قصة بوليسية، فإن شخصية دوبين أظهرت عدة صفات أصبحت لاحقا من الصفات الأدبية الشائعة عند المحققين الخياليين، مثل شيرلوك هولمز وهركول بوارو. وتتبع عدة شخصيات لاحقة، على سبيل المثال، نموذج بو، حيث يلعب صديقه الشخصي دور الراوي، ويتم ذكر حل القصة قبل توضيح الخيوط التي دلت إليه. يظهر دوبان نفسه ثانية في قصة «لغز ماري روجيه» و «الرسالة المسروقة».

## ملخص حبكة القصة
يفتتح الراوي، الذي لم يَذكر اسمه، القصة بتعليق طويل على طبيعة التفكير التحليلي وممارسته ومن بعدها يصف الظروف التي أتاحت له لقاء دوبن خلال زيارة طويلة في باريس. يتشارك الاثنان غرفًا في قصر قديم مهترئ ولا يسمحان بالزوار بعد أن قطعا كل علاقاتهما بمعارفهما في السابق ويغامران بالخروج في الليل فقط. يقول الراوي «نحن موجودان داخل أنفسنا فقط». في إحدى الأمسيات، يظهر دوبن براعته التحليلية من خلال استنتاج أفكار الراوي عن ممثل مسرحي معين بالاعتماد على الأدلة التي جمعها من كلمات الراوي السابقة ومن أفعاله. وخلال الفترة المتبقية من ذاك المساء والصباح التالي، يقرأ دوبن والراوي الصحيفة باهتمام كبير وتصف الصحيفة جريمة قتل مزدوجة مثيرة للحيرة. وُجدت المدام ليسباناي وابنتها مقتولتين في منزلهما في رو مورج وهو شارع خيالي في باريس. عُثر على المرأة في فناءٍ خلف المنزل مع كسور عديدة في عظامها وكان حلقها مذبوحًا بعمق لدرجة أن رأسها سقط عند تحريك جثتها. أما ابنتها فعُثر عليها مخنوقة حد الموت ومعلقة رأسًا على عقب ضمن المدخنة. حدثت جريمة القتل في غرفة بالطابق الرابع كانت مقفولة من الداخل؛ كانت على أرض الغرفة شفرة حلاقة مستقيمة ملطخة بالدم وعدة خصلات شعر ملطخة بالدم أيضًا وحقيبتا نقود ذهبية. قال العديد من الشهود أنهم قد سمعوا أصواتًا في وقت الجريمة منها صوت ذكر ولغة فرنسية لكنهم اختلفوا على اللغة التي تحدث بها طرف آخر. لم يكن الكلام واضحًا وقال كل الشهود أنهم لم يعرفوا اللغة التي كان يتحدث بها الطرف الآخر. اعتُقل موظف بنك يُدعى أدولف لو بون على الرغم من غياب الدليل الذين يشير إلى أنه مذنب (باستثناء أنه كان يسلم النقود الذهبية للسيدتين في الليلة الفائتة)، وتسيطر الحيرة على دوبن لكنه يتذكر أن لو بون أدى خدمة له في السابق. يقرر أن يعرض مساعدته على «جي-» بريفيكتوس الشرطة. وبما أنه ليس بمقدور أي من الشهود معرفة اللغة التي تحدث بها القاتل يستنتج دوبن أنهم لم يسمعوا صوتًا بشريًا على الإطلاق. يفحص دوبن والراوي المنزل كاملًا؛ وفي اليوم التالي يستبعد دوبن فكرة كون لو بون مذنبًا وفكرة وجود دافع للسرقة ويستشهد بحقيقة أن الذهب لم يؤخذ من الغرفة. يشير أيضًا إلى أنه لا بد للقاتل أن يملك قوى خارقة ليتمكن من تعليق جثة الفتاة في المدخنة. يصوغ طريقة تمكن القاتل من الدخول إلى الغرفة وقتل كلا السيدتين من خلال التسلق برشاقة على مانع الصواعق تليها قفزة إلى مصاريع نافذة مفتوحة. أظهر وجود خصلة شعر غريبة كان قد أخذها من مسرح الجريمة وأوضح أنه من المستحيل أن تتمكن يد بشرية من خنق الابنة ليخلص إلى أن إنسان الغاب هو من قتل السيدتين. وضع إعلانًا في صحيفة محلية يسأل فيه عن ما إذا أحدهم قد أضاع حيوانًا من هذا النوع وسرعان ما أتى أحد البحارة بحثًا عنه.
يعرض البحار دفع مكافأة لكن دوبن مهتم فقط بمعرفة ظروف جريمتي القتل. يشرح البحار أنه قد أمسك إنسان الغاب بينما كان في بورينو وأحضره معه إلى باريس لكنه واجه صعوبة في السيطرة عليه. وعندما رأى إنسان الغاب يحاول حلاقة وجهه بشفرة حلاقته، وهو يقلد روتينه الصباحي في الاعتناء بشكله، هرب إلى الشوارع ووصل إلى رو مورغ حيث تسلق ودخل المنزل. أمسك إنسان الغاب الأم من شعرها وكان يلوح بالشفرة مقلدًا الحلاق وعندما صرخت خائفة غضب وقطع عنقها وخنق ابنتها.

## روابط خارجية
- جرائم شارع مورغ على موقع الموسوعة البريطانية (الإنجليزية)